# 10 литовських лит
10 литовських лит (лит. 10 litų; литовська вимова: [Lɪtu]; примітка (10 LTL)) — найменше значенням литовських банкнот і використовується з 1922 року, коли Литва стала незалежною від німецьких військ після Першої світової війни.
Купюра розміром 135х65 мм  як і всі банкноти Литви. На банкноті десять литовських лит зображено політ літака Літуаніка Стяпонаса Дарюса і Стасіса Гіренаса.
Слово litų - це родовий відмінок слова litai, яке є множиною litas. Родовий відмінок множини вживається з десятковими числами (10, 20, 50 тощо).

## Історія
Перший лит був введений 2 жовтня 1922 р., замінивши німецьку ост-марку і ост-рубль, обидва видані окупаційними німецькими військами під час Першої світової війни. 1 долар США вартістю 10 лит. У 1941 році лит вперше зник. Був замінений радянським рублем у квітні 1941 року після анексії Литви Радянським Союзом. Знову виданий у 1992 році.
Банкнота випускалась чотири рази (у 1993 (двічі), 1997 та 2001 роках).

## Дизайн
Банкнота в десять лит - 136 міліметрів × 65 міліметрів з темно-синьою кольоровою гамою.
Як і всі литовські банкноти, купюра в десять лит показує відомих людей на аверсі та відомі місця або будівлі на реверсі. На лицьовій стороні зображено двох литовських авіаторів Стяпонаса Дарюса та Стасіса Гіренаса. Вони славляться своїм польотом на Літуаніку. У 1933 році льотчики перелетіли з Нью-Йорка над Атлантичним океаном до Каунаса. Після успішного польоту 6411 км, однак, літак зазнав аварії, через невизначені обставини, на 650 км від місця призначення. Обидва авіатори загинули. На реверсі банкноти видно Літуаніку, що летить над Атлантичним океаном.
Також на аверсі є велике число 10, рік випуску 2007 року, підпис голови правління Банку Литви та напис LIETUVOS BANKO VALDYBOS PIRMININKAS (ГОЛОВА ПРАВЛІННЯ БАНКУ ЛИТВИ) зліва від портретів. На аверсі немає герба, а на реверсі - у правому куті. 

### Особливості безпеки
Нові помітні функції безпеки банкноти: 
1. Смужка, надрукована райдужними чорнилами праворуч від портретів, видно, коли банкноти нахиляють до світла під гострим кутом, з написом 10 LTL
2. Приховані цифри - номінал 10, надрукований двічі на райдужній смужці, що стає помітним при нахилі банкноти до світла під гострим кутом.

Зверніть увагу, що нові банкноти 10 литів випуску 2007 року не мають мікроперфорованої цифри 10.
Інші функції безпеки: 
- Спеціальний папір білого кольору, що характеризується специфічним потріскуванням, не флуоресцентним під ультрафіолетовим світлом.
- Водяний знак - мультитональний Витіс (державний герб, конний лицар), видимий, коли банкнота підноситься до світла.
- Захисна нитка з повторюваним мікротекстом 10 LTL, флуоресцентна під ультрафіолетовим світлом у кольорах веселки.
- Нові банкноти 10 литів випуску 2007 року не мають мікроперфорованої цифри 10.
- Прозора особливість спереду до спини в ідеальному реєстрі у формі літака.
- Знак розпізнавання для сліпих - піднятий рівнобедрений трикутник.
- Збільшений глибокий друк портретів, декоративних стрічок, написів та номіналів на передній панелі забезпечує тактильну поверхню, яку легко розрізнити на дотик.
- Приховане зображення (номінал 10) з правого боку верхньої декоративної смуги видно, коли купюра нахилена до світла під гострим кутом.
- Білі лінії на глибоких друкованих написах LIETUVOS BANKAS, DEŠIMT LITŲ та номінальні номери.
- Повторний мікротекст 10 LTL, надрукований між і з обох боків портретів.
- Повторний мікротекст LIETUVOS BANKAS над нижньою декоративною смугою спереду та по вертикальних краях конструкції захисної лінії ззаду.
- Мікротексти Lituanica та NR 688 E на тілі та хвості літака.
- Елементи (спереду та ззаду), призначені для захисту кольорового копіювального апарату: різнокольорові верхні та нижні краї банкноти, структура лінії захисту, конкретні візерунки тонкої лінії.
- Невидимі волокна, вбудовані в папір, флуоресцентні під ультрафіолетовим світлом синього, зеленого та червоного кольорів.
- Контур помаранчевої цифри 10 флуоресцентний під ультрафіолетовим світлом коричнево-жовтого кольору.
- Вертикальний серійний номер флуоресцентний під ультрафіолетовим світлом зеленого кольору.
- Дві цифри 10, надруковані невидимими фарбами, флуоресцентними під ультрафіолетовим світлом коричнево-жовтого кольору.